# Nele Van Rompaey
Nele Van Rompaey (1976) is een Vlaamse actrice. Ze studeerde in 1999 af aan de Toneelacademie Maastricht. Ze is net als andere Limburgse afgestudeerden van de theateropleiding in Maastricht mede-oprichter en vast verbonden aan Theatermakersgroep De Queeste waarmee ze jaarlijks één of meerdere producties aflevert. Ze speelde ook in meerdere stukken van Het Nationale Toneel en Theatergroep Het Vervolg. Daarnaast speelde ze ook rollen in de televisieseries Kaat & co als Joey Plessers en als Julie Vandeplas in Los Zand en had ze gastrollen in 2004 in Aspe als Nathalie Degroof en in 2008 als Mira Vandijck in Flikken.

## Tv-series
- Witse (2011) als Merel Goris (episode 12, 2011)
- Los Zand (2009) als Julie
- Flikken als Mira Vandijck (episodes 2, 2008)
- Kaat & co als Joey Plessers
- Aspe als Nathalie Degroof (episode 1, 2004)

## Theater
- Buurtpatrouille 5 / Poort Langerlo metCC Genk en Stedelijke Erfgoedcel Genk, Theatermakershuis De Queeste ( 2008-2009) :research
- Osama the Hero met Theatermakersgroep De Queeste (2007-2008): actrice
- Het blauwe uur met HETPALEIS en Toneelhuis (2007-2008): actrice
- Buurtpatrouille 4 / Genk City met Theatermakersgroep De Queeste, CC Genk en Stedelijke Erfgoedcel Genk ( 2007-2008):coaching
- Fat pig met Theatermakersgroep De Queeste (2006-2007): actrice
- Blanco - De stad der zienden met Theatermakersgroep De Queeste (2006-2007): teksten
- The new electric ballroom met Theatermakersgroep De Queeste (2005-2006): actrice
- A volonté met Theatermakersgroep De Queeste (2005-2006): actrice
- Het blauwe uur met HETPALEIS en Het Toneelhuis (2005-2006) :actrice
- Arbeid/afscheid 02 - Go East! met Theatermakersgroep De Queeste (2005-2006): teksten + actrice
- Holy shit met Theatermakersgroep De Queeste (2004-2005):productie
- De queeste met Theatermakersgroep De Queeste (2004-2005) :actrice
- Limbauteurs Proefmoment met Theatermakersgroep De Queeste (2004-2005): actrice
- Arbeid/afscheid met Theatermakersgroep De Queeste enCC Genk (2004-2005): actrice
- Rap battle 2003 met Publiekstheater (2003-2004):actrice
- 9 MM met Theatermakersgroep De Queeste (2003-2004): teksten
- Haarmann met Theatermakersgroep De Queeste (2002-2003) : teksteb + actrice
- Stallerhof / Geisterbahn met Theatermakersgroep De Queeste (2001-2002):concept + actrice
- Belgrado Trilogie met Stichting de MOL, De Theaterwerkplaats en Theatermakersgroep De Queeste (1999-2001): actrice
- Kooningskinderen met Theatermakersgroep De Queeste en De Theaterwerkplaats (1999-2000): actrice
- Boeven & helden voor kinderen met Theatermakersgroep De Queeste (1999-2000): actrice
- Woyzeck met HETPALEIS (1998-1999): actrice
- En PLOTSeling realiseerde ik mij hoe complex de situatie was met Theatermakersgroep De Queeste en De Theaterwerkplaats (1998-1999): actrice